# Myodes smithii
Myodes smithii es una especie de roedor de la familia Cricetidae.

## Distribución geográfica
Se encuentra sólo en Japón. 